# Évreux Portes de Normandie
Évreux Portes de Normandie est depuis le 1er janvier 2017 une communauté d'agglomération française, située dans le département de l'Eure en région Normandie.

## Historique
Dans le cadre des dispositions de la loi portant nouvelle organisation territoriale de la République du 7 août 2015, qui prévoit que les établissements publics de coopération intercommunale (EPCI) à fiscalité propre doivent avoir un minimum de 15 000 habitants, Évreux Portes de Normandie est créée le 1er janvier 2017, par un arrêté préfectoral du 13 décembre 2016 qui fusionne l'ancien Grand Évreux Agglomération avec la communauté de communes La porte normande.
En 2018, le périmètre évolue avec les arrivées de :
- Mouettes en provenance de la communauté d'agglomération du Pays de Dreux ;
- Jouy-sur-Eure et Fontaine-sous-Jouy en provenance de la communauté d'agglomération Seine Normandie Agglomération ;
- Acon, Courdemanche, Droisy, Illiers-l'Évêque, Marcilly-la-Campagne, Mesnil-sur-l'Estrée, Moisville, Muzy et Saint-Germain-sur-Avre en provenance de la communauté de communes Interco Normandie Sud Eure.

## Territoire communautaire

### Géographie
Située dans le sud-est du département de l'Eure, l'intercommunalité Évreux Portes de Normandie regroupe 74 communes et s'étend sur 659,3 km2.

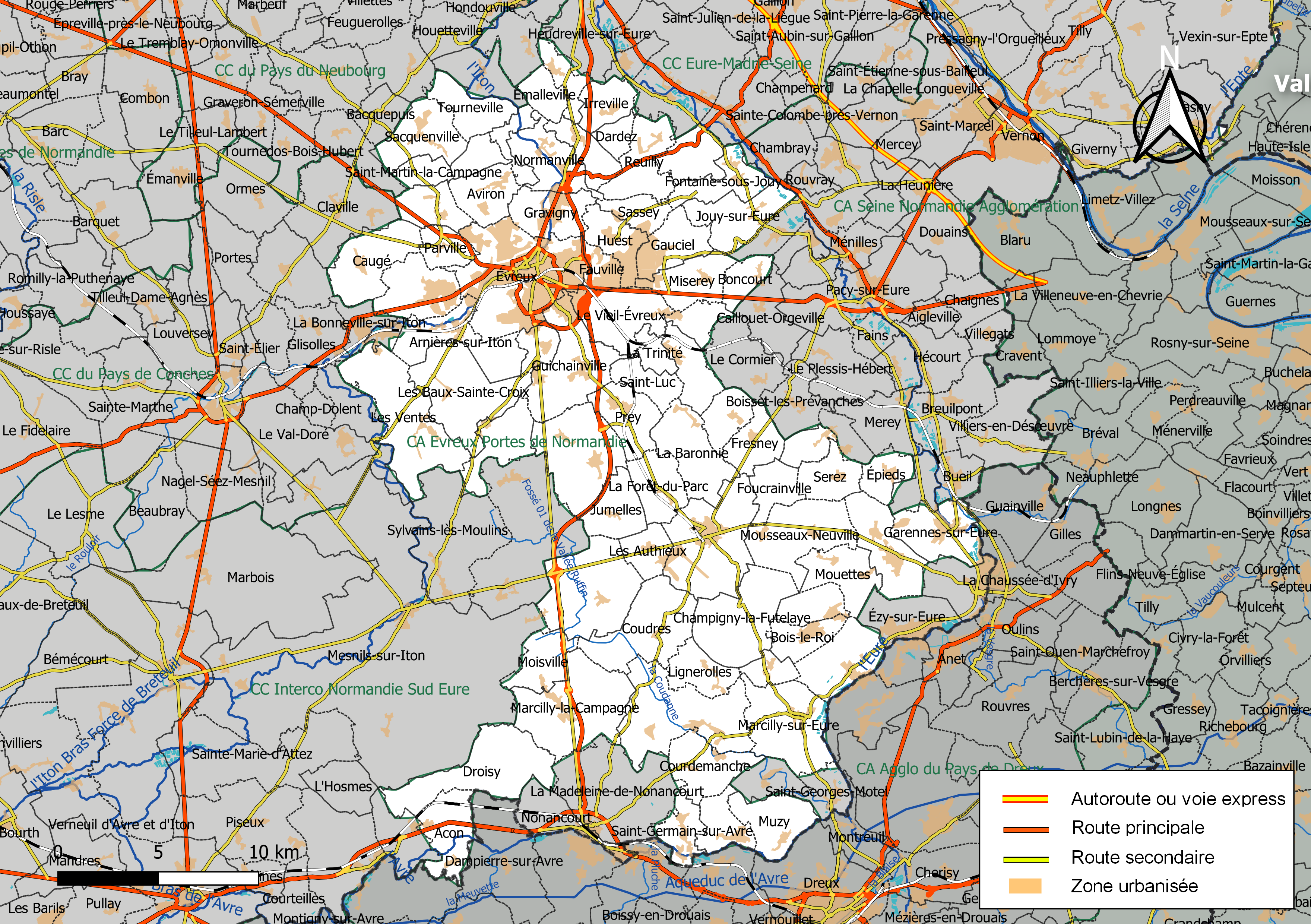
Carte de l'intercommunalité cvreux Portes de Normandie au 1er janvier 2019.

### Composition
En 2024, la communauté d'agglomération est composée des 74 communes suivantes :

| Nom                           | Code Insee | Gentilé             | Superficie (km2) | Population (dernière pop. légale) | Densité (hab./km2) |
| ----------------------------- | ---------- | ------------------- | ---------------- | --------------------------------- | ------------------ |
| Évreux (siège)                | 27229      | Ébroïciens          | 26,46            | 48 335 (2022)                     | 1 827              |
| Acon                          | 27002      | Aconnais            | 9,16             | 472 (2022)                        | 52                 |
| Angerville-la-Campagne        | 27017      | Angervillais        | 3,62             | 1 404 (2022)                      | 388                |
| Arnières-sur-Iton             | 27020      | Arniérois           | 12,19            | 1 651 (2022)                      | 135                |
| Les Authieux                  | 27027      | Autheusiens         | 4,87             | 292 (2022)                        | 60                 |
| Aviron                        | 27031      | Avironnais          | 7,32             | 1 098 (2022)                      | 150                |
| La Baronnie                   | 27277      |                     | 11,22            | 760 (2022)                        | 68                 |
| Les Baux-Sainte-Croix         | 27044      | Bauxicrussiens      | 17,03            | 868 (2022)                        | 51                 |
| Bois-le-Roi                   | 27073      | Baccots             | 5,42             | 1 234 (2022)                      | 228                |
| Boncourt                      | 27081      | Boncourtois         | 4,15             | 186 (2022)                        | 45                 |
| Le Boulay-Morin               | 27099      | Boulay-Morinois     | 5,55             | 818 (2022)                        | 147                |
| Bretagnolles                  | 27111      | Bretagnollais       | 3,78             | 202 (2022)                        | 53                 |
| Caugé                         | 27132      | Caugéens            | 11,61            | 817 (2022)                        | 70                 |
| Champigny-la-Futelaye         | 27144      |                     | 15,98            | 272 (2022)                        | 17                 |
| La Chapelle-du-Bois-des-Faulx | 27147      | Chapellois          | 4,37             | 656 (2022)                        | 150                |
| Chavigny-Bailleul             | 27154      |                     | 18,42            | 580 (2022)                        | 31                 |
| Cierrey                       | 27158      | Cierrois            | 4,03             | 808 (2022)                        | 200                |
| Coudres                       | 27177      | Coudrais            | 15,37            | 541 (2022)                        | 35                 |
| Courdemanche                  | 27181      | Courdemanchois      | 8,99             | 593 (2022)                        | 66                 |
| La Couture-Boussey            | 27183      | Couturiots          | 10,9             | 2 301 (2022)                      | 211                |
| Croth                         | 27193      | Crothois            | 10,51            | 1 419 (2022)                      | 135                |
| Dardez                        | 27200      | Dardeziens          | 2,82             | 131 (2022)                        | 46                 |
| Droisy                        | 27206      | Droiselands         | 17,49            | 459 (2022)                        | 26                 |
| Émalleville                   | 27216      | Émallevillais       | 4,19             | 465 (2022)                        | 111                |
| Épieds                        | 27220      | Épidoniens          | 4,87             | 353 (2022)                        | 72                 |
| Fauville                      | 27234      | Fauvillais          | 3,32             | 317 (2022)                        | 95                 |
| Fontaine-sous-Jouy            | 27254      | Jovifontains        | 7,33             | 848 (2022)                        | 116                |
| La Forêt-du-Parc              | 27256      |                     | 7,67             | 636 (2022)                        | 83                 |
| Foucrainville                 | 27259      | Foucrainvillais     | 5,26             | 92 (2022)                         | 17                 |
| Fresney                       | 27271      | Fresneyais          | 6,34             | 318 (2022)                        | 50                 |
| Garennes-sur-Eure             | 27278      | Garennais           | 10,52            | 2 024 (2022)                      | 192                |
| Gauciel                       | 27280      | Gaucielois          | 7,72             | 976 (2022)                        | 126                |
| Gauville-la-Campagne          | 27282      | Gauvillais          | 6,15             | 647 (2022)                        | 105                |
| Gravigny                      | 27299      | Gravignois          | 9,98             | 4 016 (2022)                      | 402                |
| Grossœuvre                    | 27301      | Grandisylvains      | 16,36            | 1 431 (2022)                      | 87                 |
| Guichainville                 | 27306      | Guichainvillais     | 15,32            | 3 077 (2022)                      | 201                |
| L'Habit                       | 27309      | L'Habitais          | 5,08             | 486 (2022)                        | 96                 |
| Huest                         | 27347      | Huestois            | 6,57             | 776 (2022)                        | 118                |
| Illiers-l'Évêque              | 27350      | Illiens-Épiscopiens | 20,63            | 1 018 (2022)                      | 49                 |
| Irreville                     | 27353      | Irrevillais         | 5,6              | 472 (2022)                        | 84                 |
| Jouy-sur-Eure                 | 27358      | Joviciens           | 9,8              | 558 (2022)                        | 57                 |
| Jumelles                      | 27360      | Jumellois           | 7,29             | 327 (2022)                        | 45                 |
| Lignerolles                   | 27368      | Lignerollais        | 6,22             | 356 (2022)                        | 57                 |
| Marcilly-la-Campagne          | 27390      | Marcicampois        | 19,5             | 1 117 (2022)                      | 57                 |
| Marcilly-sur-Eure             | 27391      | Marcilluciens       | 15,48            | 1 611 (2022)                      | 104                |
| Le Mesnil-Fuguet              | 27401      |                     | 3,58             | 197 (2022)                        | 55                 |
| Mesnil-sur-l'Estrée           | 27406      | Mesnilois           | 5,76             | 942 (2022)                        | 164                |
| Miserey                       | 27410      | Misérois            | 8,11             | 599 (2022)                        | 74                 |
| Moisville                     | 27411      | Moisvillois         | 6,99             | 233 (2022)                        | 33                 |
| Mouettes                      | 27419      | Mouettais           | 8,39             | 753 (2022)                        | 90                 |
| Mousseaux-Neuville            | 27421      |                     | 14,2             | 641 (2022)                        | 45                 |
| Muzy                          | 27423      |                     | 9,18             | 780 (2022)                        | 85                 |
| Normanville                   | 27439      | Normanvillais       | 9,14             | 1 164 (2022)                      | 127                |
| Parville                      | 27451      | Parvillais          | 4,54             | 288 (2022)                        | 63                 |
| Le Plessis-Grohan             | 27464      | Grohannais          | 8,28             | 928 (2022)                        | 112                |
| Prey                          | 27478      | Preyens             | 8,09             | 976 (2022)                        | 121                |
| Reuilly                       | 27489      | Reuillois           | 9,73             | 518 (2022)                        | 53                 |
| Sacquenville                  | 27504      | Sacquenvillais      | 9,97             | 1 207 (2022)                      | 121                |
| Saint-André-de-l'Eure         | 27507      | Andrésiens          | 19,83            | 3 903 (2022)                      | 197                |
| Saint-Germain-de-Fresney      | 27544      |                     | 5,35             | 195 (2022)                        | 36                 |
| Saint-Germain-des-Angles      | 27546      |                     | 1,81             | 171 (2022)                        | 94                 |
| Saint-Germain-sur-Avre        | 27548      | Saint-Germinois     | 5,39             | 1 188 (2022)                      | 220                |
| Saint-Laurent-des-Bois        | 27555      | Laurençaux          | 3,33             | 245 (2022)                        | 74                 |
| Saint-Luc                     | 27560      |                     | 5,08             | 244 (2022)                        | 48                 |
| Saint-Martin-la-Campagne      | 27570      | Saint-Martinois     | 3,52             | 101 (2022)                        | 29                 |
| Saint-Sébastien-de-Morsent    | 27602      | Sébamorsentins      | 10,02            | 5 508 (2022)                      | 550                |
| Saint-Vigor                   | 27611      | Vigoriens           | 6,58             | 312 (2022)                        | 47                 |
| Sassey                        | 27615      | Sacéens             | 4,28             | 198 (2022)                        | 46                 |
| Serez                         | 27621      | Sérezais            | 6,33             | 171 (2022)                        | 27                 |
| Tourneville                   | 27652      | Tournevillais       | 7,31             | 318 (2022)                        | 44                 |
| La Trinité                    | 27659      | Trinitain           | 2,99             | 128 (2022)                        | 43                 |
| Le Val-David                  | 27668      | Valdavidiens        | 6,79             | 672 (2022)                        | 99                 |
| Les Ventes                    | 27678      | Ventois             | 20,65            | 1 047 (2022)                      | 51                 |
| Le Vieil-Évreux               | 27684      |                     | 11,57            | 840 (2022)                        | 73                 |

### Démographie
| 1968   | 1975   | 1982   | 1990   | 1999    | 2009    | 2014    | 2020    |
| ------ | ------ | ------ | ------ | ------- | ------- | ------- | ------- |
| 67 147 | 79 692 | 86 436 | 99 446 | 104 325 | 109 794 | 110 947 | 110 627 |

## Organisation

### Siège
Le siège de la communauté d'agglomération est situé au 9 rue Voltaire à Évreux

### Élus
La communauté de communes est administrée par son conseil communautaire, composé pourt la mandaturfe 2020-2024 de 124 conseillers municipaux représentant chacune des  communes membres, et répartis de la manière suivante en tenant compte de leur population :

-  42 délégués pour Évreux ; 

-  4 délégués pour  Saint-Sébastien-de-Morsent ; 

-  3 délégués pour Gravigny et  Saint-André-de-l'Eure ; 

-  2 délégués pour La Couture-Boussey et Guichainville ;

- 1 délégué ou son suppléant pour chacune des  68 autres communes.

Au terme des élections municipales de 2020 dans l'Eure, le conseil communautaire renouvelé a réélu  le 15 juillet 2020 son président, Guy Lefrand, maire d'Évreux ainsi que ses vice-présidents, qui sont, en 2024, les suivants : 
1. Sylvain Boreggio, maire de la Couture-Boussey, chargé des grands projets, grands équipements, finances, marchés publics, fonds de concours
2. Xavier Hubert, conseiller municipal des Baux-Sainte-Croix et conseiller départemental de l'Eure, chargé de l'aménagement du territoire, climat, énergies ;
3. Driss Ettazaoui, conseiller municipal d'Évreux, chargé de la politique de la ville, conseil intercommunal de sécurité et de prévention de la délinquance ;
4. Daniel Douard, 1er adjoint au maire de Garennes-sur-Eure, chargé des mobilités ;
5. Guy Dossang, maire d'Angerville-la-Campagne, chargé de la voirie, du stationnement et de la conduite d'opérations ;
6. Alain Nogarede, conseiller municipal d'Évreux, chargé de l'eau, assainissement et du garage[9]
7. Rosine Martin, maire de Croth, chargée de la propreté et du traitement des déchets ;
8. Franck Bernard, maire de Saint-André-de-l'Eure, chargé de l'équilibre territorial et social de l'habitat
9. Mohamed Derrar, conseiller municipal d'Évreux, chargé de l'emploi et de la cohésion sociale ;
10. M. Claude Royoux, maire de Marcilly-sur-Eure, chargé de la petite enfance, de l'enfance et de la jeunesse ;
11. Arnaud Mabire, conseiller municipal de Normanville, chargé  du développement des usages numériques, de l'enseignement supérieur et de la  recherche
12. Christophe Alory, maire de Moisville, chargé du grand cycle de l'eau, biodiversité, bac (bassins alimentation des captages) et espaces verts EPN
13. Florence Haguet-Volckaert, maire de Saint-Sébastien-de-Morsent, chargé de l'attractivité économique, du commerce, de l'agriculture et des relations avec les entreprises ;
14. Stéphane Simon, maire des Ventes, chargé du tourisme et des grands événements.

Le buureau communautaire pour la fin de la mandature 2020 est constitué du président, des vice-présidents et de conseillers communautaires délégués, qui sont : 
- Nicolas Gavard-Gongallud, adjoint au maire d'Évreux et conseiller départemental de l'Eure, chargé  de la sécurité des zones communautaires, de l'accueil des gens du voyage et de la fourrière animale;
- Francine Marigliano, adjointe au maire d'Évreux, chargée de l'accessibilité et du handicap ;
- Raphaël Norblin, maire de Fontaine-sous-Jouy, chargé de la monbilité en zone rurale ;
- Raynald Hamel, maire de Gauciel, chargé de la défense extérieure contre l'incendie (DECI), travaux et voirie ;
- Emmanuelle Tremel, mairie de Muzy, chargée des relations, de l'évaluation et du suivi du monde agricole ;
- Emmanuel Roussel, adjoint au maire d'Évreux, chargé de la santé

### Liste des présidents
| Période | Période                       | Identité    | Étiquette | Qualité |
| ------- | ----------------------------- | ----------- | --------- | --- |
| 2017    | En cours (au 13 février 2024) | Guy Lefrand | UMP → LR  | Médecin urgentiste, chef d'entreprise Maire d'Évreux (2014 → ) Président du Grand Évreux Agglomération (2014 → 2016) Vice-président du Conseil régional de Normandie (2016 → ) Réélu pour le mandat 2020-2026 |

### Compétences
La communauté d'agglomération  exerce les compétences qui lui ont été transférées par les communes membres, dans les conditions fixées par le code général des collectivités territoriales. Il s'agit de : 
- Développement économique
- Aménagement de l'espace communautaire
- Équilibre social de l'habitat
- Politique de la ville
- Gestion des milieux aquatiques et prévention des inondations - GEMAPI
- Accueil des gens du voyage
- Collecte et traitement des déchets des ménages et déchets assimilés
- Voiries et parcs de stationnement  reconnus d'intérêt communautaire ;
- Eau et assainissement, ruissellement, gestion des eaux pluviales urbaines ;
- Protection et mise en valeur de l'environnement et du cadre de vie
- Équipements culturels et sportifs reconnus d'intérêt communautaire
- Maisons de services au public - MSAP ;
- Enseignement supérieur, appui à la recherche et à la formation professionnelle ;
- Développement des usages et réseaux numériques ;
- Cohésion sociale et territoriale ;
- Petite enfance ;
- Conseil intercommunal de sécurité et de prévention de la délinquance
- Soutien au sport de compétition de haut niveau pour le Basket Ball, Volley Ball et Hand Ball ;
- Soutien aux activités et manifestations événementielles à rayonnement communautaire ;
- Fourrière animale ;
- Centrale d'achats
- Équipements touristiques, de loisir et d'hébergements.

### Régime fiscal et budget
La communauté d'agglomération est un établissement public de coopération intercommunale à fiscalité propre.
Afin de financer l'exercice de ses compétences, l'intercommunalité perçoit, comme toutes les communautés d'agglomération, la fiscalité professionnelle unique (FPU) – qui a succédé à la taxe professionnelle unique (TPU) – et assure une péréquation de ressources.
Elle ne reverse pas de dotation de solidarité communautaire (DSC) à ses communes membres.

## Projets et réalisations
Conformément aux dispositions légales, une communauté d'agglomération a pour objet d'associer « au sein d'un espace de solidarité, en vue d'élaborer et conduire ensemble un projet commun de développement urbain et d'aménagement de leur territoire ».

## Publications
Le Magazine d'Évreux Portes de Normandie